# Dschanapar-Wanderweg
Der Dschanapar-Wanderweg (armenisch Ճանապարհ թրեյլ Dschanapari trejl) war ein 284 km langer Fernwanderweg durch Berge und Dörfer des De-facto-Regimes der Republik Bergkarabach. Die Pfade des Weges existieren seit Jahrhunderten, wurden aber erst ab 2007 weitgehend für Wanderer entsprechend markiert. Der Weg bestand aus mehreren Tageswanderungen, die die Wanderer jeden Abend in ein anderes Dorf führten. Die Wanderer konnten entweder bei einer Familie im Dorf übernachten oder in der Nähe ein Lager aufschlagen. Die Wege gibt es schon seit Jahrhunderten, doch wurden in den letzten Jahren Markierungen speziell für Wanderer angebracht. Die Markierungen waren blau mit einem gelben Fußabdruck. Seit dem Krieg um Bergkarabach 2020 und der aserbaidschanischen Offensive 2023 wird das Gebiet wieder von Aserbaidschan kontrolliert. Laut der offiziellen Website des Weges wurde ein Großteil des Weges infolge des Krieges in Berg-Karabach im Jahr 2020 unpassierbar, nur die Abschnitte von Stepanakert nach Patara und von Kolotak nach Gandzasar sind noch begehbar.

## Verlauf
Der Weg ist unterteilt in Tages-Etappen. Er beginnt in Hadrut und endet in Wardenis, unweit des Sewansees. Bis nach Kolatak ist der Weg markiert. Für den weiteren Verlauf nach Vardenis bietet die offizielle Website GPS-Routen zum Download an.
Weitere Punkte entlang des Weges sind:
- Kloster Gtitschawank
- Asych-Höhle
- Kloster Gandsassar
- Zontik-Wasserfall bei Karin Tak
- Karkar-Fluss
- Stadt Schuschi
- Hauptstadt der Republik Bergkarabach Stepanakert

## Fotos

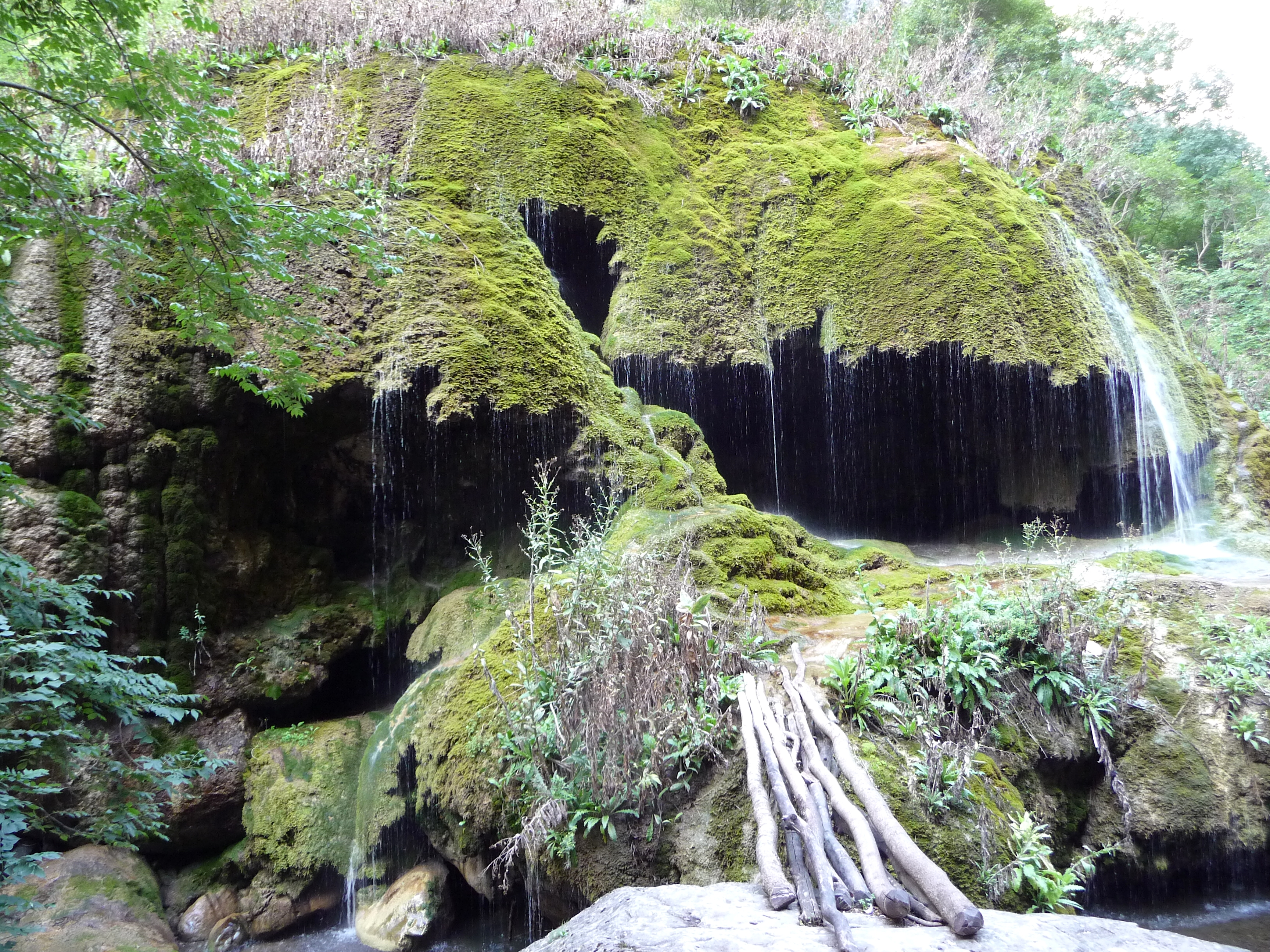
Zontik-Wasserfall
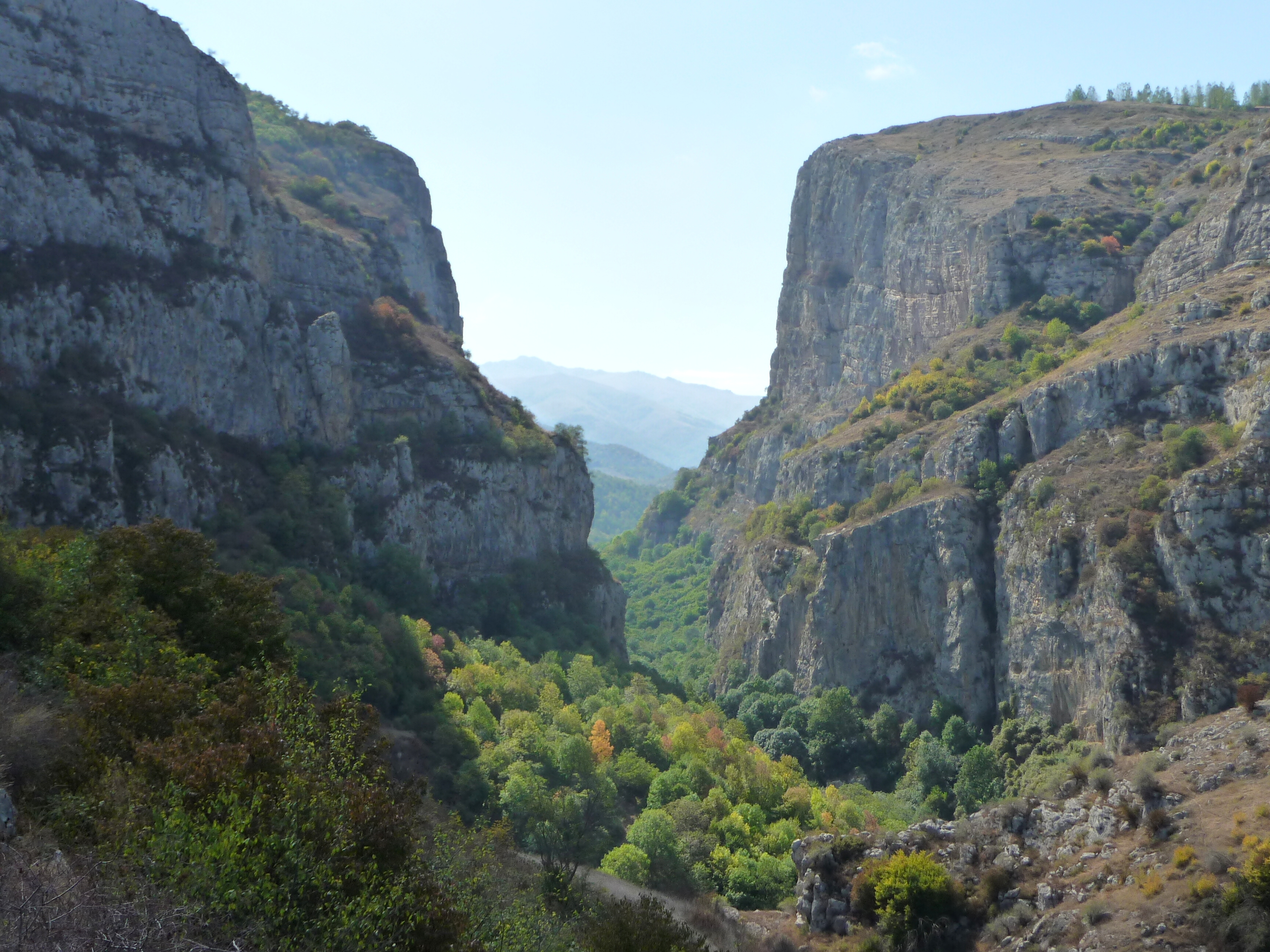
Karkartschai-Schlucht
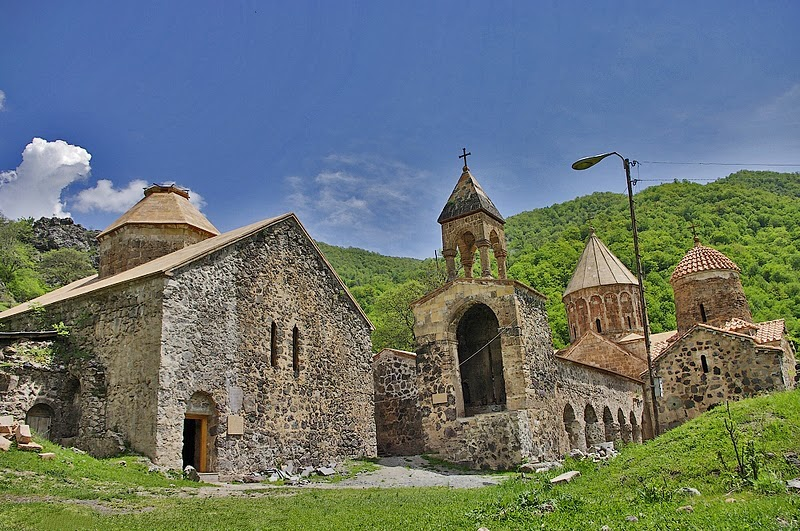
Kloster Dadiwank
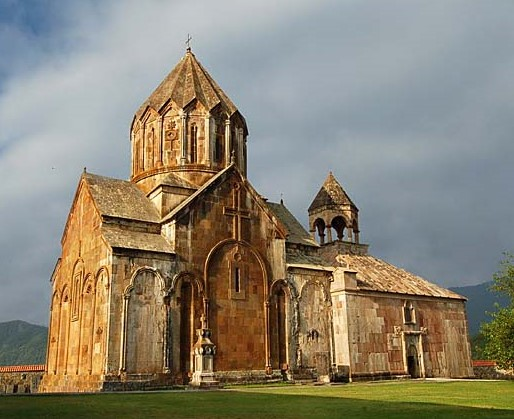
Kloster Gandsassar
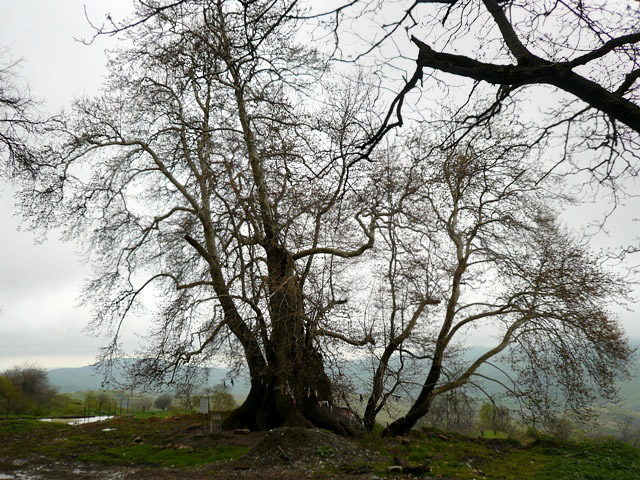
2000 Jahre alte Platane in Suchtoraschen
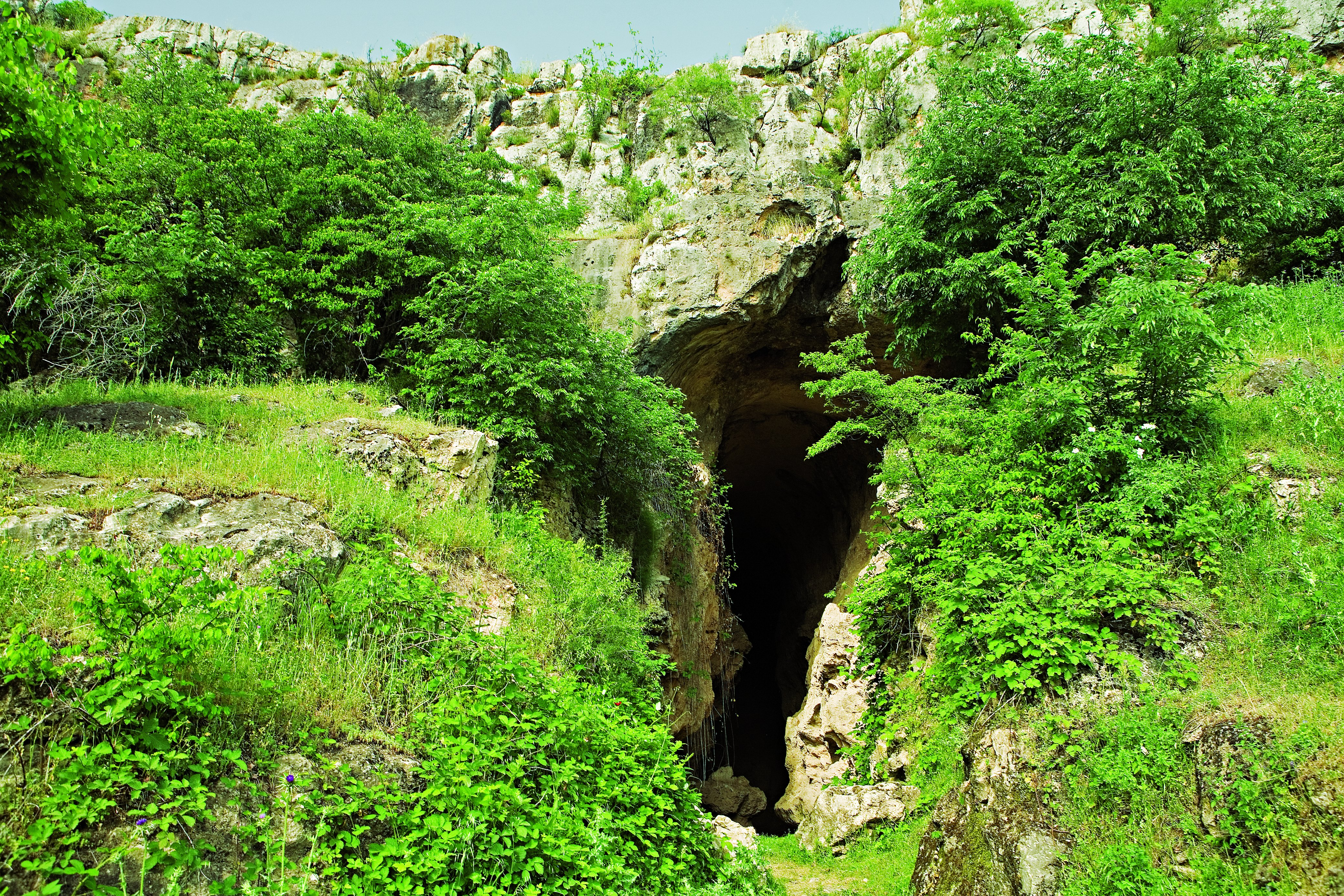
Asych-Höhle
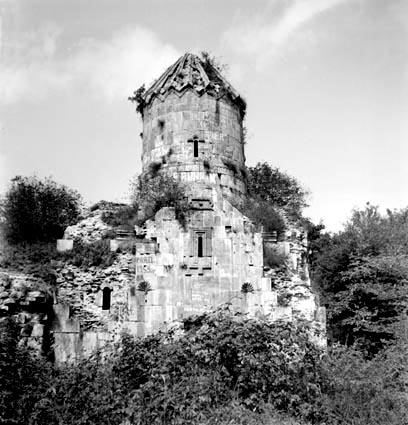
Gtitschawank
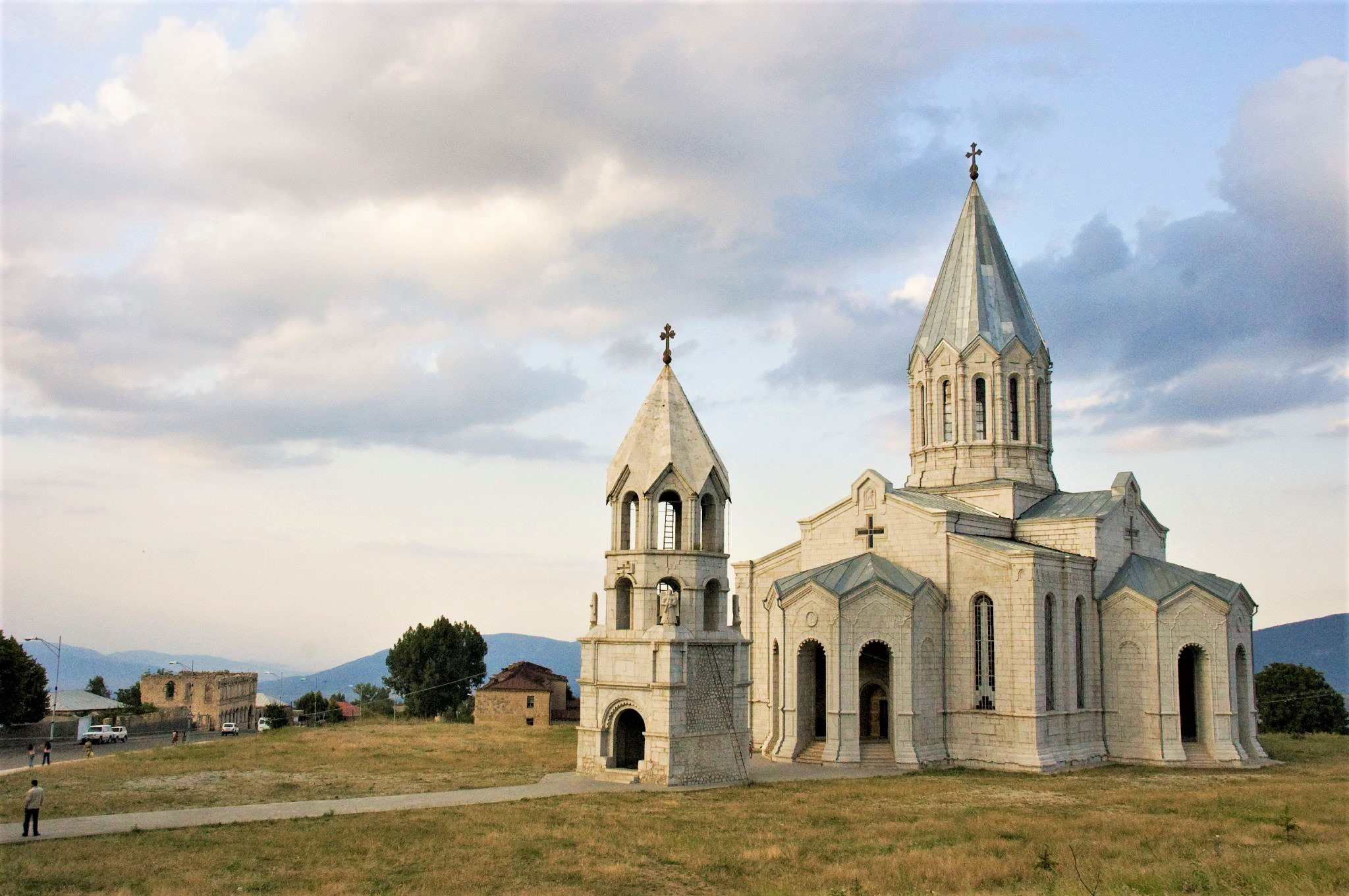
Ghasantschezoz-Kathedrale
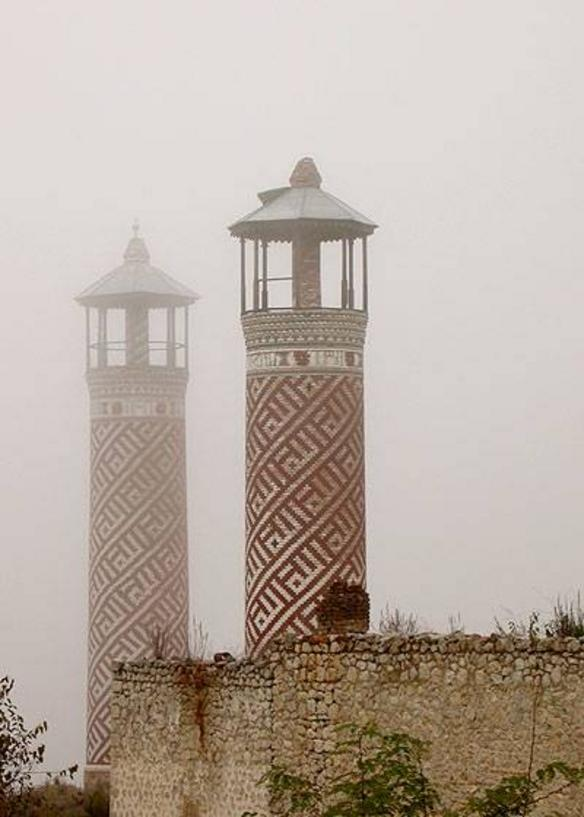
Moschee in Şuşa